# Tauraco
Tauraco refere-se a um género de aves cuculiformes da família Musophagidae a qual inclui várias espécies peculiares de África.

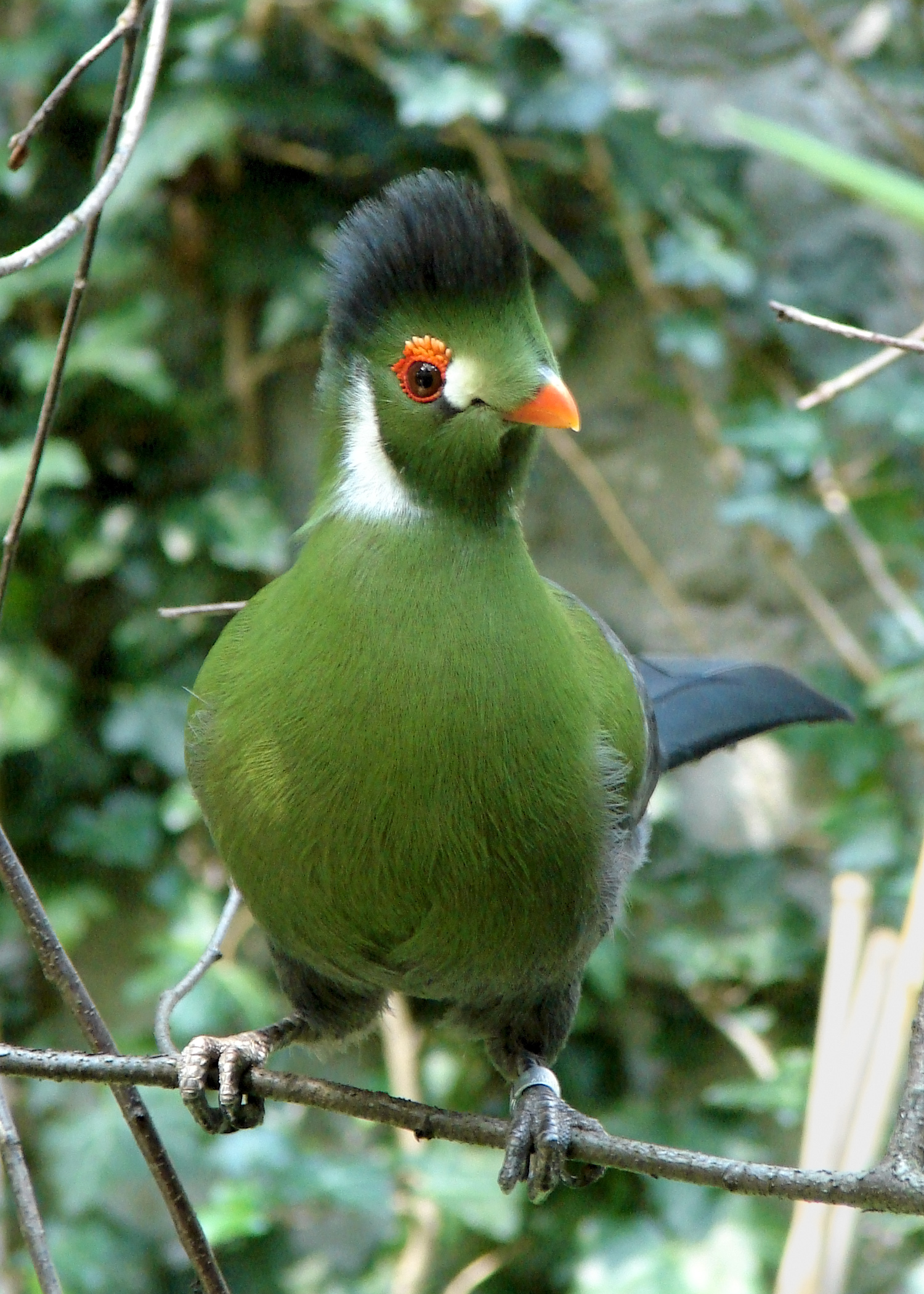
Tauraco leucotis.

## Espécies
O género Tauraco envolve as seguintes 13 espécies:
- Turaco-violeta, Tauraco violaceus (Isert, 1788)
- Turaco-de-ross, Tauraco rossae Gould, 1852
- Turaco-de-bico-amarelo, Tauraco macrorhynchus (Fraser, 1839)
- Turaco-de-bannerman, Tauraco bannermani (Bates, 1923)
- Turaco-de-crista-branca, Tauraco leucolophus (Heuglin, 1855)
- Turaco-de-crista-vermelha, Tauraco erythrolophus (Vieillot, 1819)
- Turaco-da-guiné, Tauraco persa (Linnaeus, 1758)
- Turaco-de-livingstone, Tauraco livingstonii (G. R. Gray, 1864)
- Turaco-de-schalow, Tauraco schalowi (Reichenow, 1891)
- Turaco-de-knysna, Tauraco corythaix (Wagler, 1827)
- Turaco-de-bico-preto, Tauraco schuettii (Cabanis, 1879)
- Turaco-de-fischer, Tauraco fischeri (Reichenow, 1878)
- Turaco-de-hartlaub, Tauraco hartlaubi (Fischer e Reichenow, 1884)